# Newark, Delaware
Newark [ˈnjuːɑrk] är en stad i den amerikanska delstaten Delaware med en yta av 23,1 km² och en befolkning, som uppgår till 31 454 invånare (2010), 6,7 % är afroamerikaner. En stor del av staden består av University of Delaware och dess studenter. Av befolkningen lever 26 % under fattigdomsgränsen.
Staden är belägen i den nordligaste delen av delstaten ungefär 25 km från Wilmington och omedelbart vid gränsen till Maryland. Närmaste större stad är Philadelphia.